# Nicha Lertpitaksinchai
Nicha Lertpitaksinchai (Bangkok, 14 augustus 1991) is een voormalig tennisspeelster uit Thailand. Lertpitaksinchai begon met tennis toen zij acht jaar oud was. Haar favoriete ondergrond is hardcourt. Zij speelt rechtshandig en heeft een tweehandige backhand. Zij was actief in het internationale tennis van 2006 tot en met 2018.

## Loopbaan

### Enkelspel
Lertpitaksinchai debuteerde in 2006 op het ITF-toernooi van haar geboortestad Bangkok (Thailand). Zij stond in 2010 voor het eerst in een finale, op het ITF-toernooi van Nonthaburi (Thailand) – zij verloor van de Indonesische Jessy Rompies. Later dat jaar veroverde Lertpitaksinchai haar eerste titel, op het ITF-toernooi van Bangalore (India), door de Japanse Kumiko Iijima te verslaan. In totaal won zij twee ITF-titels, de andere in 2015 in Bangkok (Thailand), ten koste van landgenote Peangtarn Plipuech. In 2016 bereikte Lertpitaksinchai in Hua Hin nog een ITF-finale, die zij verloor van de Nederlandse Arantxa Rus.
In 2009 speelde Lertpitaksinchai voor het eerst op een WTA-hoofdtoernooi, op het toernooi van Pattaya, op basis van een wildcard. Op de WTA-toernooien kwam zij nooit verder dan de tweede ronde.
Haar hoogste notering op de WTA-ranglijst is de 280e plaats, die zij bereikte in oktober 2016.

### Dubbelspel
Lertpitaksinchai behaalde in het dubbelspel betere resultaten dan in het enkelspel. Zij debuteerde in 2006 op het ITF-toernooi van haar geboortestad Bangkok (Thailand), samen met landgenote Uthumporn Pudtra. Zij stond in 2011 voor het eerst in een finale, op het ITF-toernooi van Jakarta (Indonesië), samen met landgenote Nungnadda Wannasuk – hier veroverde zij haar eerste titel, door het duo Kao Shao-yuan en Zhao Yijing te verslaan. In totaal won zij vijftien ITF-titels, de laatste in 2018 in Osaka (Japan).
In 2010 speelde Lertpitaksinchai voor het eerst op een WTA-hoofdtoernooi, op het toernooi van Pattaya, samen met landgenote Nungnadda Wannasuk. Zij stond éénmaal in een WTA-finale, in 2016 op het toernooi van Dalian, samen met de Indonesische Jessy Rompies – zij verloren van het koppel Lee Ya-hsuan en Kotomi Takahata.
Haar hoogste notering op de WTA-ranglijst is de 144e plaats, die zij bereikte in april 2014.

### Tennis in teamverband
In de periode 2011–2018 maakte Lertpitaksinchai deel uit van het Thaise Fed Cup-team – zij vergaarde daar een winst/verlies-balans van 5–7.

## Posities op deWTA-ranglijst
Positie per einde seizoen:
| jaar | rang enkelspel | rang dubbelspel |
| ---- | -------------- | --------------- |
| 2008 | 931            | –               |
| 2009 | 830            | 957             |
| 2010 | 563            | 982             |
| 2011 | 314            | 364             |
| 2012 | 335            | 217             |
| 2013 | 413            | 173             |
| 2014 | 361            | 216             |
| 2015 | 407            | 201             |
| 2016 | 281            | 165             |
| 2017 | 570            | 289             |
| 2018 | 842            | 328             |

## Palmares
| Legenda                 |
| ----------------------- |
| Grandslamtoernooi       |
| Olympische Spelen       |
| Year-End Championships  |
| Premier Mandatory       |
| Premier Five / WTA 1000 |
| Premier / WTA 500       |
| International / WTA 250 |
| Challenger / WTA 125    |

### WTA-finaleplaatsen enkelspel
geen

### WTA-finaleplaatsen vrouwendubbelspel
| nr.              | finale     | toernooi   | ondergrond | partner       | tegenstandsters              | score    |         |
| ---------------- | ---------- | ---------- | ---------- | ------------- | ---------------------------- | -------- | ------- |
| gewonnen finales |            |            |            |               |                              |          |         |
| geen             |            |            |            |               |                              |          |         |
| verloren finales |            |            |            |               |                              |          |         |
| 1.               | 2016-09-11 | WTA Dalian | hardcourt  | Jessy Rompies | Lee Ya-hsuan Kotomi Takahata | 2-6, 1-6 | details |

### Gewonnen ITF-toernooien enkelspel
| nr. | finale     | toernooi  | dotatie  | ondergrond | tegenstandster in finale | score    |
| --- | ---------- | --------- | -------- | ---------- | ------------------------ | -------- |
| 1.  | 2010-12-12 | Bangalore | $ 25.000 | hardcourt  | Kumiko Iijima            | 6-4, 6-3 |
| 2.  | 2015-05-24 | Bangkok   | $ 10.000 | hardcourt  | Peangtarn Plipuech       | 7-6, 6-2 |